# Once More With Feeling
För avsnittet med samma namn i Buffy och vampyrerna, se säsong 6.
Once More With Feeling är musikgruppen Placebos första samlingsalbum från 2004. Den utkom i två cd-versioner: Singles 1996-2004, som innehåller A-sidor av singlarna, den tidigare enbart i Frankrike släppta singeln Protège-moi och två helt nya spår: I Do och Twenty Years, samt som specialversion, Limited Edition, som dessutom innehåller en bonusskiva med remixer. Den finns även som dvd-version (Videos 1996-2004) vilken innehåller samtliga musikvideor och en bonusskiva med extramaterial.
- Releasedatum: 04-10-25
- Label: Elevator Music / Virgin

## Katalognr
- Singles 1996-2004 (cd): CDFLOOR23
- Singles 1996-2004: Limited Edition (cd): CDFLOORX23
- Videos 1996-2004 (dvd): DVDFLOOR23

## Singlar
- Twenty Years

## Singles 1996-2004
1. 36 Degrees
2. Teenage Angst
3. Nancy Boy
4. Bruise Pristine
5. Pure Morning
6. You Don’t Care About Us
7. Every You Every Me
8. Without You I’m Nothing: Featuring David Bowie
9. Taste In Men
10. Slave To The Wage
11. Special K
12. Black-Eyed
13. The Bitter End
14. This Picture
15. Special Needs
16. English Summer Rain
17. Protége-Moi
18. I Do
19. Twenty Years

## Singles 1996-2004: Limited Edition (2 cd)
- Cd 1
  1. 36 Degrees
  2. Teenage Angst
  3. Nancy Boy
  4. Bruise Pristine
  5. Pure Morning
  6. You Don’t Care About Us
  7. Every You Every Me
  8. Without You I’m Nothing: Featuring David Bowie
  9. Taste In Men
  10. Slave To The Wage
  11. Special K
  12. Black-Eyed
  13. The Bitter End
  14. This Picture
  15. Special Needs
  16. English Summer Rain
  17. Protége-Moi
  18. I Do
  19. Twenty Years

- Cd 2
  1. Special K (Timo Mass Remix)
  2. Without You I’m Nothing: Featuring David Bowie (UNKLE Remix)
  3. Every You Every Me (Infected By The Scourge Of The Earth)
  4. Protége-Moi (M83 Remix)
  5. Slave To The Wage (I Can't Believe It's A Remix)
  6. Pure Morning (Les Rythmes Digitales Remix)
  7. Taste In Men (Alpinestars Kamikaze Skimix)
  8. Black-Eyed (Placebo Vs Le Vibrator Mix)
  9. English Summer Rain (Freelance Hellraiser Remix)
  10. This Picture (Junior Sanchez Remix)

## Videos 1996-2004 (2 dvd)
- Dvd 1
  1. 36 Degrees
  2. Teenage Angst
  3. Nancy Boy
  4. Bruise Pristine
  5. Pure Morning
  6. You Don’t Care About Us
  7. Every You Every Me
  8. Without You I’m Nothing: Featuring David Bowie
  9. Taste In Men
  10. Slave To The Wage
  11. Special K
  12. Black-Eyed
  13. The Bitter End
  14. This Picture
  15. Special Needs
  16. English Summer Rain
  17. Protége-Moi
  18. I Do
  19. Twenty Years

- Dvd 2
  - Bonusmaterial